# Pectinaster mimicus
Pectinaster mimicus är en sjöstjärneart som först beskrevs av Percy Sladen 1889.  Pectinaster mimicus ingår i släktet Pectinaster och familjen nålsjöstjärnor.
Artens utbredningsområde är havet kring Nya Zeeland.

## Underarter
Arten delas in i följande underarter:
- P. m. hylacanthus
- P. m. palawanensis
- P. m. malayanus
- P. m. mimicus